# Riđi guan
Riđi guan (lat. Penelope barbata) je vrsta ptice iz roda Penelope, porodice Cracidae. Živi u Ekvadoru i Peruu. Prirodna staništa su joj tropske i suptropske vlažne planinske šume. Ugrožena je gubitkom staništa.

## Vanjske poveznice
- BirdLife Species Factsheet.  Arhivirana inačica izvorne stranice od 6. ožujka 2021. (Wayback Machine)
- Video na Internet Bird Collection
- Photo & specifics-High Res; Article oiseaux

|  | Zajednički poslužitelj ima još gradiva o temi Penelope barbata |
|  | Wikivrste imaju podatke o taksonu Penelope barbata             |